# Iniistius pavo
Iniistius pavo, tên thông thường là bàng chài công, là một loài cá biển thuộc chi Iniistius trong họ Cá bàng chài. Loài cá này được mô tả lần đầu tiên vào năm 1840.

## Từ nguyên
Từ định danh của loài cá này trong tiếng Latinh có nghĩa là "chim công", hàm ý đề cập đến đốm đen nhỏ như mắt chim công ở bên thân của cá trưởng thành.

## Phạm vi phân bố và môi trường sống
I. pavo có phạm vi phân bố rộng khắp Ấn Độ Dương - Thái Bình Dương, và trải dài đến Đông Thái Bình Dương. Ở Ấn Độ Dương, từ Biển Đỏ và bờ biển phía nam bán đảo Ả Rập, loài này được ghi nhận dọc theo bờ biển Đông Phi, bao gồm Madagascar và các đảo quốc, bãi ngầm, quần đảo lân cận; từ vùng biển phía nam Ấn Độ (gồm cả Lakshadweep), phạm vi của loài này trải dài về phía nam đến Sri Lanka, Maldives, Chagos, xa hơn nữa là đến quần đảo Cocos (Keeling) và đảo Giáng Sinh (Úc), cũng như vùng bờ biển Tây Úc; từ biển Andaman, I. pavo xuất hiện trên hầu hết vùng biển các nước Đông Nam Á; ngược lên phía bắc đến miền nam Nhật Bản và quần đảo Hawaii; về phía nam đến New Caledonia, đảo Lord Howe và bờ biển bang New South Wales (Úc); trải rộng về phía đông đến hầu hết các đảo quốc, quần đảo thuộc châu Đại Dương (xa nhất là đến quần đảo Société); ở Đông Thái Bình Dương, I. pavo được tìm thấy từ bờ biển bán đảo Baja California và vịnh California, dọc theo bờ biển Trung Mỹ đến Ecuador, bao gồm các quần đảo xa bờ.
I. pavo sống gần các rạn san hô trên nền đáy cát ở độ sâu đến ít nhất là 100 m. Cá trưởng thành ít khi được quan sát ở độ sâu nông hơn 20 m; cá con có thể được bắt gặp ở khu vực cửa sông.

## Mô tả

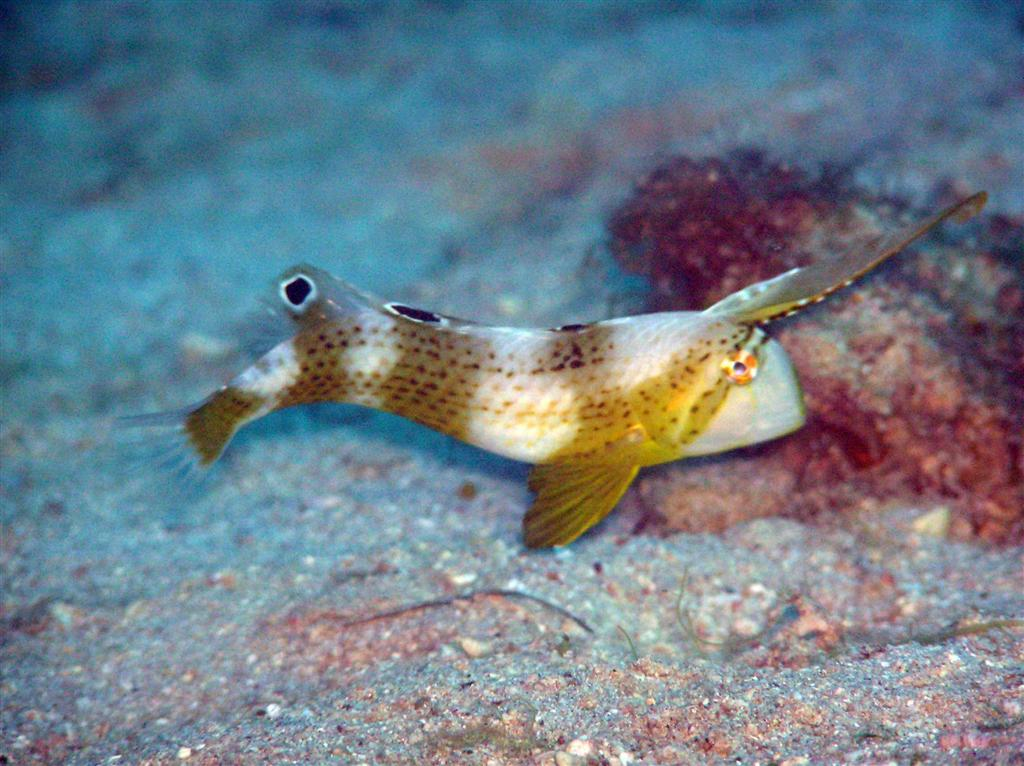
Cá con

Chiều dài cơ thể tối đa được ghi nhận ở I. pavo là 42 cm. Trán dốc và cứng chắc là điểm đặc trưng của hầu hết các loài thuộc chi Iniistius. Điều này giúp chúng có thể dễ dàng đào hang dưới cát bằng đầu của mình.
Cơ thể màu xám nhạt với có một đốm đen nhỏ ở thân trước của vây lưng. Một mảng trắng ở bên thân, nằm phía sau vây ngực (khi vây áp vào thân). Dưới mắt có một vệt xiên màu nâu. I. pavo trưởng thành thường có 5 dải sọc màu nâu sẫm, có thể hiện rõ hoặc mờ đi tùy theo cảm xúc của chúng. Cá cái có vệt đỏ ở bụng. Hai gai đầu tiên của vây lưng tách biệt với toàn bộ vây lưng; hai gai này vươn rất dài ở cá con, nhưng sẽ ngắn dần theo độ tuổi.
Cá con bắt chước hình dạng của lá cây khô trôi dạt: cơ thể màu nâu sẫm lốm đốm trắng với 3 đốm đen viền trắng trên vây lưng.
Số gai ở vây lưng: 9; Số tia vây ở vây lưng: 12 - 13; Số gai ở vây hậu môn: 3; Số tia vây ở vây hậu môn: 12 - 13.

## Sinh thái và hành vi
Thức ăn của I. pavo là những loài có vỏ cứng, bao gồm động vật thân mềm và giáp xác. Thịt của loài này được đánh giá là khá ngon.